# Зигмунт Биховський
Зигмунт Биховський (18 серпня 1865, Корець, Корецька волость, Новоград-Волинський повіт, Волинська губернія Російська імперія — 13 вересня 1934, Варшава, Польська Республіка) — лікар, громадський діяч

## Біографія
Зигмунт Биховський народився 18 серпня 1865 року в с. Корець на Волині в родині Шмуеля Хакоена і Фейги Бломи. Навчався у Варшаві у школі Тори, де вивчав російську, польську та німецьку мови. Вивчав природознавство у Віденському та медицину Варшавському університетах. Повернувся до Варшави та отримав свідоцтво лікаря 23 лютого 1893 року. Працював у поліклініці Семюела Голдфлама. Згодом виїхав за кордон, доповнюючи свої знання в галузі неврології.
У 1904 році брав участь у російсько-японській війні як лікар російської армії. Під час Першої світової війни працював (з грудня 1916 по квітень 1918) в Травматологічному інституті в Москві
Помер 16 вересня 1934 р. від раку травоходу. Похований на єврейському кладовищі у Варшаві.

## Політична та соціальна діяльність
- під впливом Шауля Рабіновіца підійшов до руху Чавуй Сіон. Після закінчення навчання виїхав до Палестини, відвідував перший сіоністський конгрес у Базелі в 1897 році та багато інших;
- керував Єврейським Товариством проти туберкульозу «Бріюс-Здоров'я».
- член редакційної комісії «Польської неврології», «Варшавського медичного журналу».
- співпрацював з єврейськими журналами «Наш огляд», «Еві», «Супутнім Зростанням».
- Віце-президент Варшавського неврологічного товариства.
- Член Правління та Наукової ради Асоціації лікарів Республіки Польща,
- член правління Товариства захисту здоров'я єврейського народного народу в Польщі.
- Співзасновник та член Ради Товариства з вивчення психічного та фізичного стану євреїв.
- Куратор Будинку слабкості для покинутих єврейських дітей. Могила З. Биховського на єврейському кладовищі у Варшаві

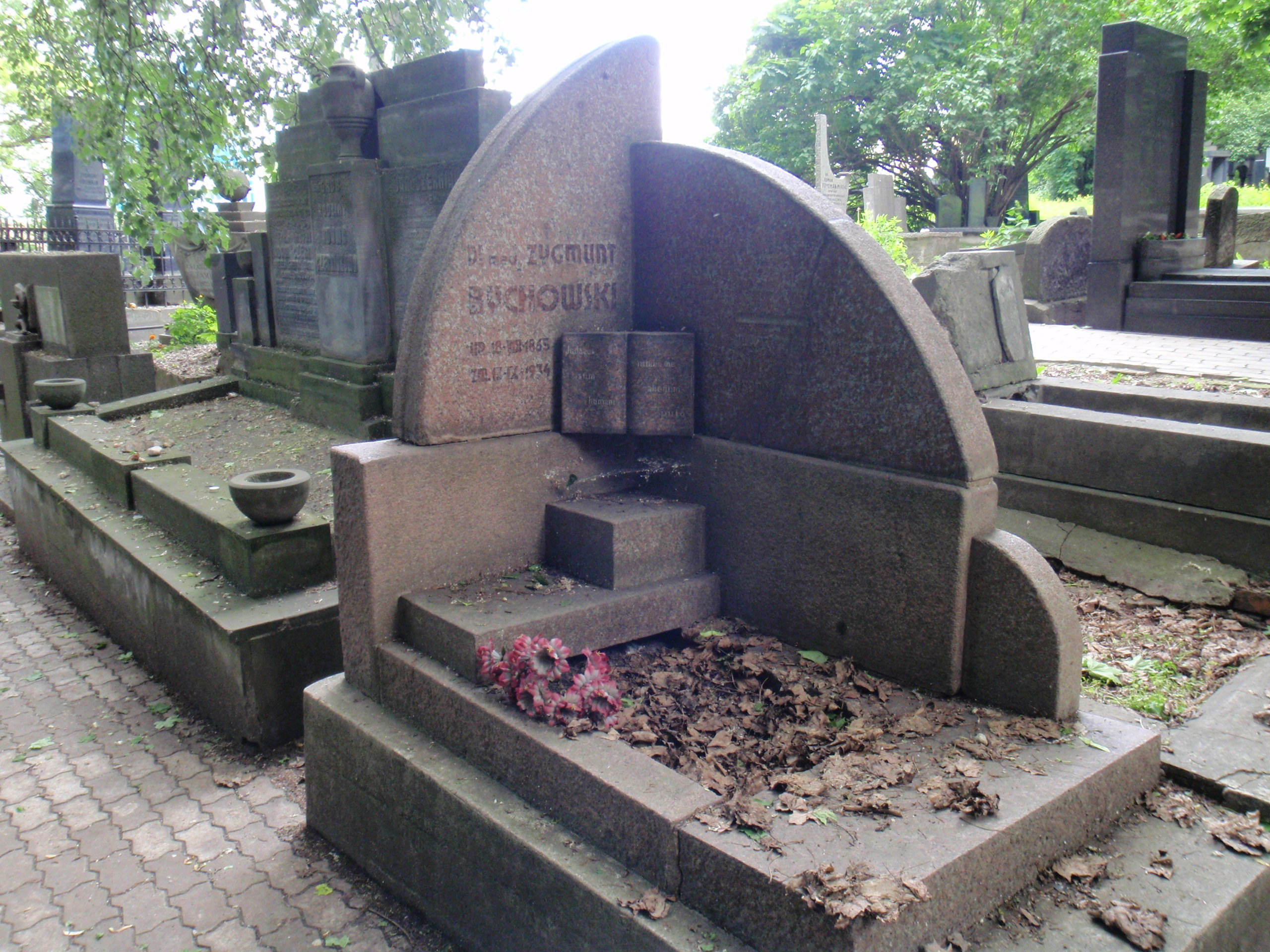
Могила З. Биховського на єврейському кладовищі у Варшаві

- Президент Єврейської гімнастичної і спортивної асоціації «Макабі».
- Філістер почесна кауза Академічної сіоністської корпорації Betharia.
- Член-засновник Польської психіатричної асоціації[3]

## Наукові досягнення
- провів перші нейрохірургічні операції в Польщі
- першим у Польщі, хто кваліфікував пацієнта на операцію з видаленням пухлини
- автор багатьох досліджень епілепсії та ендокринології — симптом Гувера.
- описав інший симптом, який присутній у половині парезису — симптом Грассет-Биховський.[4]

## Особисте життя
Одружений з Гізеллою Горвіц (1873—1937), у шлюбі народилися доньки Густава Хорвіца та Юлії Кляйнманс.